# Церковный комплекс в Мингечевире
Церковный комплекс в Мингечевире (азерб. Mingəçevir Kilsə Kompleksi) — албанский храмовый комплекс V—VIII вв., расположенный близ города Мингечевир (Азербайджан) на месте городища Судагылан. Комплекс был обнаружен во время строительства Мингячевирской гидроэлектростанции в 1946 году. Будучи изначально дохристианским, храм был впоследствии превращён в христианский. По предположению руководителя Мингечаурской экспедиции С. М. Казиева, храм в Судагылане состоит из четырёх разновременных слоев: верхний датируется VIII—IX вв., следующий — IV—VI вв., а самый нижний, четвёртый, относится ко времени до IV в., то есть является языческим. В VIII—IX вв. во время одного из арабских нашествий храм был уничтожен пожаром.

## Археологические раскопки
Археологические работы велись на левом берегу Куры на холмистой местности, к юго-западу от комсомольского городка строительства ГЭС, между дорогой ведущей на Самухский каменный карьер, и рекой Кура. Эта местность площадью около 40 га, расположена у подножья отрогов Боздага. 15 февраля 1948 года на этом месте был раскопан небольшой участок № 12, расположенный в 150 м от дороги. Сначала этот участок представлял собой площадь размером 8X5 м, но по мере того, как в ходе раскопок стало обнаруживаться большое количество черепицы, участок был углублен и расширен на север и восток.
В результате четырёхмесячной работы на этом участке было выявлено большое здание, состоящее из пяти помещений, и обнаружены ценные в археологическом отношении находки. После того, как площадь была очищена от навала черепицы, на расстоянии около 5 м от места первоначальной работы на глубине 70 см от поверхности, была найдена кладка стены из сырцового кирпича. В процессе расчистки было выявлено небольшое, общей площадью 16 м² помещение.
Северная и южная стены этого помещения имели в длину 3 м 80 см и в толщину — 90 см, а восточная — 4 м 20 см в длину и 90 см в толщину. Восточная и северная стены помещения сохранились хорошо и имели в высоту 80-90 см. В западной стене на расстоянии 70 см от юго-западного угла помещения был расположен дверной проем шириною 90 см, который вёл в смежное помещение. В проеме хорошо сохранился дверной порог, почерневшие доски которого в результате пожара обуглились.
В восточной стене на расстоянии 1 м 40 см от юго-восточного угла был расположен второй дверной проём такой же ширины (90 см). В дверном проеме восточной стены помещения (1 м 30 см) в 25 см от края со стороны помещения лежала обгорелая доска порога, шириной 15 см. По устройству и расположению дверного проема было установлено, что дверь открывалась в следующее помещение. Вдоль стен от краев дверей тянулись небольшие выступы высотой от пола 15 см, толщиной у восточной стены — 70 см, а у остальных стен — 40 см. С обеих сторон дверного проёма восточной стены на этих выступах были обнаружены круглые ямки диаметром в 15 см, с остатками дерева в них.

## Строение комплекса
Жилой район был построен в III веке, в то время, как христианство в качестве государственной религии в Кавказской Албании было принято в IV веке (313/314 г.). По предположению К. В. Тревер, древняя базилика в Судагылане могла быть построена на месте храма, посвященного одному из древних местных божеств в тот период, к которому относятся кувшинные погребения.
В состав комплекса входит четыре храма. Самым старым из них считается храм, обнаруженный в нижнем слое древнего жилого района в Мингячевире. Храм представляет собой квадратное здание длиной 19,4 метра и шириной 7,7 метра. За исключением восточных стен, стены храма частично сохранились. Характерной чертой храма является отсутствие алтаря в его восточной части.
В сооружении храмов использовался сырцовый кирпич. Отделкой стен служили штукатурка и роспись.
Главное здание храмового комплекса было построено без купола. С хронологической точки зрения строительство таких памятников началось в IV веке, с более сложными зданиями и сохранило свое существование в архитектуре до 8-го века. Остались только руины храма, обнаруженные в результате археологических раскопок.

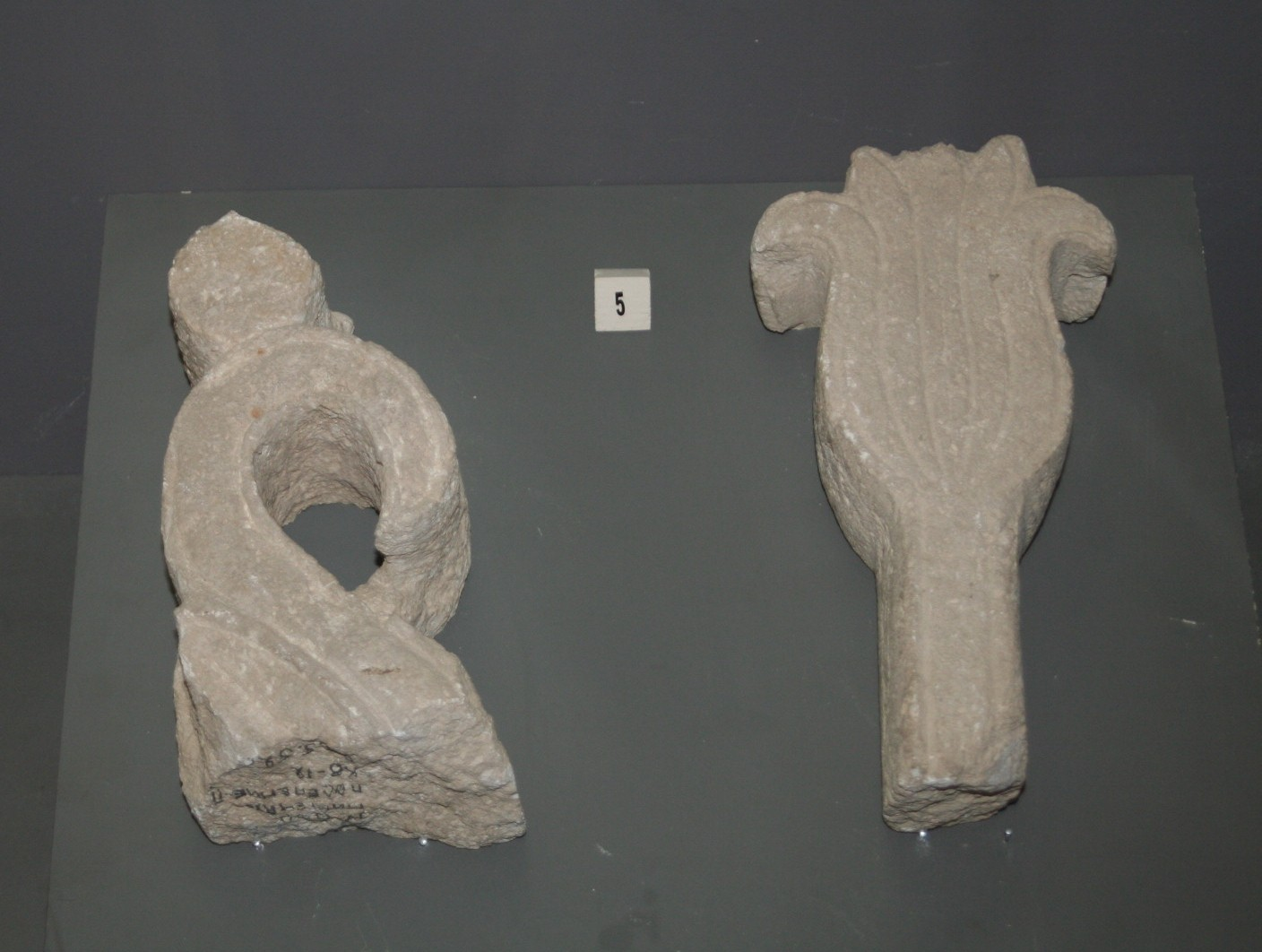
Детали храма из Мингечевира. Музей истории Азербайджана

Для второго храма характерны все особенности христианской церкви. Прямоугольный зал (12,40 х 5,40 м) дополняется полукруглой аппликацией алтаря, прикрепленной к нему после строительства храма. В коридоре были обнаружены 4 круглых столба. Каменные рельефы этого храма очень близки к орнаменту политеистических храмов. Второй храм представляет собой одноэтажную базилику с богослужением. На восточной стене храма есть полукруг.
Главная особенность третьего храма — чрезвычайно толстая стена. Таким образом, стены храма имеют толщину 2,05 метра. Толщина второго не превышает 1,3 метра.
Четвёртый храм был сооружён на руинах третьего храма. Этот храм расположен в третьей части церкви. Галерея под открытым небом четвёртого храма включена в церковь Мингячевир.
Самой старой частью четвёртого по счёту храма является трехкомнатная квартира с деревянными потолками и кирпичами. Окна и дверные края имели тонкие деревянные рамки. Храм представляет собой полу-арочный кордон, а часть алтаря была покрыта раковиной. В качестве инородных покрытий использовались кирпичи.
Если предположение о базиличном характере, трехнефном плане и обрамленности с севера и с юга галереями храма VI—VII вв. в Судагылане верно, то эта базилика имеет ряд общих черт с храмом в Куме (трехнсфность, четыре столба и галереи по сторонам, в Судагылане — глухие), в том числе и датировкой. Восстановить план храма можно только но частичным остаткам фундамента. Зал площадью 50 м² с восточной стороны имел абсиду радиусом около 2,5 м, которая возвышалась над полом зала на 80 см. Р. М. Ваидов предполагает, что имелось три пары колонн, но на изданном им плане показаны только две нары, поскольку для третьей было бы мало места (в Кумской базилике также имелись две пары колонн). Колонны, если судить по следам основания и забутовке, были деревянные. Стены базилики в Мингечевире были построены из сырцового кирпича и покрыты штукатуркой с росписью.

## Артефакты

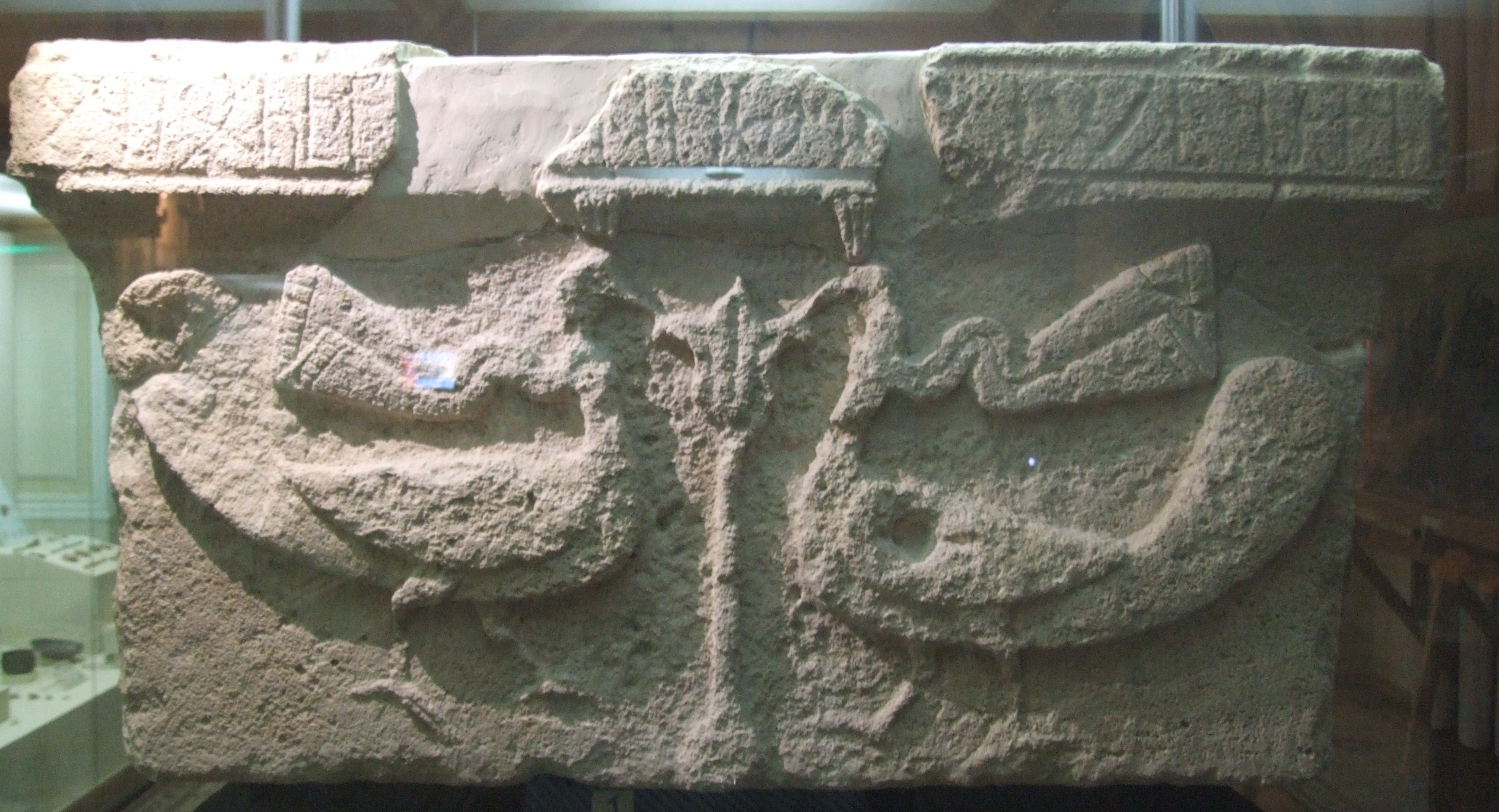
Каменная капитель V—VI вв. колонны христианского храма (VI—VII в.) с албанской надписью. Музей истории Азербайджана, Баку

В ходе раскопок на территории комплекса были найдены обломки капителей и баз из белого камня, некоторые каменные архитектурные детали и рельефные архитектурные украшения из мягкой меловой породы (розетки и др.). На некоторых из них были нацарапаны письмена. Помимо этого были найдены и две серебряные сасанидскне монеты, но какие именно, неизвестно, обломки рельефных стенных украшений из мягкой меловой породы, обломки с вырезанными на них письменами, обломок глиняной черепицы с албанской надписью. На территории Судагылана, вблизи храма, был обнаружен ряд фрагментов с албанскими надписями, нанесенными на различных глиняных изделиях, в том числе на фрагментах сосудов и глиняных подсвечниках. В 1948 году в Судагылане в квадрате № 12 при раскопках средневекового храма Р. М. Ваидовым и В. П. Фоменко были найдены стеклянные изделия в виде обломков сосудов, маленьких изящных ручек тонкого стекла, части донышек сосудов, боковина толстостенного стеклянного сосуда с множеством вдавленных по поверхности одинаковых кругов, бронзовый нательный крест со стеклянной вставкой и два фрагмента стеклянных браслетов светло-зелёного цвета и круглой формы.
В 1948 году на территории христианского храма VI—VII вв. в Судагылане была обнаружена датируемая V—VI вв. лежавшая на месте абсиды четырёхугольная каменная капитель, на которой были высечены два украшеных «царственными лентами» павлина встречно по сторонам стилизованного дерева и тянущаяся по карнизу капители албанская надпись, огибающая её со всех четырёх сторон. P. M. Ваидов предполагал, что этот камень является алтарной плитой, на которой был водружен деревянный крест. Ныне эта капитель хранится в Музее истории Азербайджана в Баку.
Также во время раскопок 1948 года в развалинах храмов и поблизости от них были обнаружены христианские могильники, которые были двух типов: из сырцового и обожённого кирпича, датирующиеся V—VII вв., и более поздние грунтовые могильники VIII—X вв.